# L'uomo che ama
L'uomo che ama è un film del 2008, diretto da Maria Sole Tognazzi, alla sua opera seconda.
Il film, le cui riprese sono iniziate nel febbraio 2008 tra il Lago d'Orta e Torino, racconta la vita di Roberto, un farmacista quarantenne alla prese con il lavoro, la famiglia e le donne.
Il film parla dell'amore vissuto dal punto di vista maschile, di un uomo che è al tempo stesso vittima e carnefice dell'amore.

## Trama
Roberto è un tranquillo farmacista quarantenne che vive un'intensa relazione con Sara, la quale tuttavia decide di lasciarlo quando lui scopre, per caso, che la donna aveva rivisto un ex, di cui probabilmente era ancora innamorata. Lui è distrutto e cerca varie volte di incontrarla, con il risultato di sentirsi respingere perché lei non lo ama. Persino la titolare della farmacia in cui lavora nota la sua disperazione e gli consegna delle pillole per aiutarlo a dormire.
Nella seconda parte del film Roberto è insieme ad Alba, una bella donna che lo ama sinceramente; lei si occupa di allestimenti nelle mostre d'arte. La storia d'amore in realtà non è successiva a quella con Sara, ma precedente: si tratta della relazione che Roberto aveva avuto prima di conoscere Sara e che era terminata per volere di Roberto, che aveva capito di non amare più la donna dopo tre anni di convivenza.
Nel finale del film si vede ciò che è avvenuto dopo la storia con Alba, ovvero il momento in cui Roberto conosce Sara e l'inizio della loro storia d'amore.
Accanto alle due realtà di Roberto (l'uomo abbandonato e sofferente e l'uomo che abbandona), il film racconta la storia felice dei suoi genitori e le vicende del fratello Carlo, omosessuale, che vive a sua volta un'intensa storia d'amore e deve affrontare un delicato problema personale.

## Distribuzione
La pellicola è stata distribuita nelle sale cinematografiche a partire dal 24 Ottobre 2008.

## Musiche
La colonna sonora è interamente curata da Carmen Consoli.

## Riconoscimenti
Il 22 ottobre 2008 il film ha aperto il Festival Internazionale del Film di Roma 2008.